# Святитель
Святи́тель (церк.-слав. свѧти́тель, др.-греч. ἀρχιερεύς) — священноначальник, торжественное именование высших чинов церковной иерархии, архиереев (епископата); второе значение — чин святости, в котором почитаются епископы (архиереи), канонизированные Церковью за праведную жизнь, особые заслуги в качестве духовных пастырей и труды по устроению Церкви. Память особо почитаемых святителей Василия Великого, Григория Богослова и Иоанна Златоуста отмечается в день Собора трёх святителей.
В богослужебных текстах слово «святитель» может использоваться в значении «первосвященник», например:
Дне́сь, вѣ́рнїи, ликовствꙋ́имъ, во ѱалмѣ́хъ и҆ пѣ́снехъ гдⷭ҇еви пою́ще, и҆ чтꙋ́ще тогѡ̀ свѧще́ннꙋю сѣ́нь, ѡ҆дꙋшевле́нный кївѡ́тъ, невмѣсти́мое сло́во вмѣсти́вшꙋю: приво́дитсѧ бо гдⷭ҇еви, па́че є҆стества̀ пло́тїю младе́нствꙋющи, и҆ ст҃и́тель вели́кїй заха́рїа прїе́млетъ съ весе́лїемъ сїю̀, ꙗ҆́кѡ бж҃їе жили́ще.1-я стихира с «Го́споди воззва́х» на Великой вечерни, 
праздник Введение во храм Пресвятой Богородицы

Σήμερον πιστοὶ χορεύσωμεν, ἐν ψαλμοῖς καὶ ὕμνοις, τῷ Κυρίῳ ᾄδοντες, τιμῶντες καὶ τὴν αὐτοῦ, ἡγιασμένην σκηνήν, τὴν ἔμψυχον κιβωτόν, τὴν τὸν ἀχώρητον Λόγον χωρήσασαν· προσφέρεται γὰρ Θεῷ, ὑπερφυῶς τῇ σαρκὶ νηπιάζουσα, καὶ Ἀρχιερεὺς ὁ μέγας, Ζαχαρίας δέχεται, εὐφραινόμενος ταύτην, ὡς Θεοῦ κατοικητήριον. 